# Vulcaniella karadaghella
Vulcaniella karadaghella ist ein Schmetterling (Nachtfalter) aus der Familie der Prachtfalter (Cosmopterigidae).

## Merkmale
Die Falter erreichen eine Flügelspannweite von 10 bis 12 Millimeter. Der Kopf glänzt dunkel goldbraun. Die Fühler sind braun und zu drei Viertel weiß geringelt. Im letzten Viertel befindet sich ein aus drei Segmenten bestehender dunkelbrauner Abschnitt auf den ein weißer oder nahezu weißer Abschnitt folgt. Thorax und Tegulae glänzen goldbraun, die Tegulae sind außen silbrig gerandet.
Bei den Männchen ist das rechte Brachium breit, leicht nach innen gekrümmt und gestutzt. Das linke Brachium ist breit und verjüngt sich distal allmählich. Die Valven sind parallelwandig und distal gedreht. Die rechte Valvella ist kürzer als der distale Teil des Aedeagus und ungefähr so lang wie die Valven. Sie ist geweitet und dorso-ventral abgeplattet. Die linke Valvella ist lang und verjüngt sich allmählich. Der Aedeagus ist bauchig, der distale Teil ist kräftig und rundlich.
Die Genitalarmatur der Weibchen ähnelt der von Vulcaniella grandiferella, die Antevaginalplatte ist aber unregelmäßiger und das Ostium ist breiter. Der hintere Rand des 7. Sternits ist stark konkav und die Sklerotisierung ist schmal dreieckig. Die Signa sind apikal gerundet.

### Ähnliche Arten
Vulcaniella karadaghella hat ähnliche gezeichnete Vorderflügel wie Vulcaniella grandiferella, die kleinen weißen Flecke befinden sich sehr nahe an der Basis, die weißen Flecke an der Costalader sind ausgeprägter. Am Apex befinden sich in den Fransenschuppen häufig fahl goldene metallische Striche. Die Hinterflügel glänzen bräunlich grau.

## Verbreitung
Vulcaniella karadaghella ist auf der Halbinsel Krim und in Kleinasien verbreitet.

## Biologie
Die Raupen entwickeln sich an Filzigem Salbei (Salvia grandiflora) und minieren in der Blattspitze. Der apikale Teil des Blattes wird bräunlich und rollt sich zu einer charakteristischen Rosette zusammen, sodass die befallene Pflanze gut zu erkennen ist. Die befallenen Pflanzen stehen meist im Schatten von Sträuchern. Die Raupen verpuppen sich in der Mine. Die Falter fliegen von Ende Juni bis Anfang Juli.

## Belege
1. 1 2 3 4 5 6  J. C. Koster, S. Yu. Sinev: Momphidae, Batrachedridae, Stathmopodidae, Agonoxenidae, Cosmopterigidae, Chrysopeleiidae. In: P. Huemer, O. Karsholt, L. Lyneborg (Hrsg.): Microlepidoptera of Europe. 1. Auflage. Band 5. Apollo Books, Stenstrup 2003, ISBN 87-88757-66-8, S. 158 (englisch).
2. ↑  Vulcaniella karadaghella bei Fauna Europaea. Archiviert vom Original im Internet Archive. Abgerufen am 4. März 2012
3. ↑  Leafminers of Europe. Vulcaniella karadaghella Sinev, 1986. Willem N. Ellis, abgerufen am 19. Juni 2025 (englisch).